# Auger Lucas
Auger Lucas, né à Paris en 1685 et mort le 10 juillet 1765, est un peintre français, également connu sous le surnom de « Maître des Carrosses », en référence à son travail dans l'ornementation de panneaux peints fixés sur les carrosses.
Petit-fils du portraitiste Robert Levrac-Tournières, il obtient, en 1705, le premier Prix de peinture pour Judith amené par des soldats dans la tente d’Holopherne. Reçu à l’Académie royale de peinture et de sculpture en 1724.
Il se marie en premières noces avant 1736 avec Suzanne Lemoyne/ Lemoine; il se remarie en 1750 avec Marie Louise Regnard.

## Œuvres conservées

### Musées français
- Angers, Musée des Beaux-Arts, Zéphyr et Flore (huile sur bois).
- Chalon-sur-Saône, Musée Vivant Denon, Vénus dans la forge de Vulcain (huile sur toile).
- Nantes, Musée des Beaux-Arts, quatre tableaux sur le thème des quatre saisons.
- Versailles, Musée national du château de Versailles et de Trianon, Acis et Galatée surpris par Polyphème, huile sur toile, 1,19 par 0,84, Morceau de réception à l’Académie royale de Sculpture et de Peinture.

### Musées hors de France
- Madrid, Musée Ceralbo, Allégories de la Science, de la Musique et de la Poésie.
- Stockholm, Nationalmuseet, Allégorie de la Victoire, huile sur bois, 52 par 64 cm.

### Collections particulières
- Apollon et une Muse, huile sur toile ovale, 88 x 66 cm (vente Christie's Paris, 21 juin 2012, n°45)